# Балабаново (Московская область)
Балабаново — деревня в Пушкинском районе Московской области России, входит в состав городского поселения Софрино. Население — 6 чел. (2010).

## География
Расположена на севере Московской области, в северо-западной части Пушкинского района, примерно в 19 км к северу от центра города Пушкино и 31 км от Московской кольцевой автодороги, в 2 км к северу от Московского малого кольца А107. В деревне одна улица — Охотничья.
Ближайшие населённые пункты — деревни Исаково, Ординово и Хлопенево. Связана автобусным сообщением со станцией Правда Ярославского направления Московской железной дороги. Рядом с деревней берёт начало река Какотка бассейна Клязьмы.

## Население
| 1859 | 1890 | 1899 | 1926 | 2002 | 2006 | 2010 |
| ---- | ---- | ---- | ---- | ---- | ---- | ---- |
| 185  | ↘158 | ↘77  | ↗157 | ↘2   | →2   | ↗6   |

## История
Деревня есть на карте окрестностей Москвы 1724 года.
В «Списке населённых мест» 1862 года — казённая деревня 1-го стана Дмитровского уезда Московской губернии по правую сторону Московско-Ярославского шоссе (из Ярославля в Москву), в 22 верстах от уездного города и 28 верстах от становой квартиры, при пруде, с 24 дворами и 185 жителями (93 мужчины, 92 женщины).
По данным на 1890 год — деревня Ильинской волости Дмитровского уезда с 158 жителями.
В 1913 году — 30 дворов, имелось земское училище.
По материалам Всесоюзной переписи населения 1926 года — деревня Алёшинского сельсовета Софринской волости Сергиевского уезда Московской губернии в 16 км от Ярославского шоссе и 14,9 км от станции Софрино Северной железной дороги, проживало 157 жителей (72 мужчины, 85 женщин), насчитывалось 33 хозяйства, из которых 31 крестьянское.
С 1929 года — населённый пункт в составе Пушкинского района Московского округа Московской области. Постановлением ЦИК и СНК от 23 июля 1930 года округа как административно-территориальные единицы были ликвидированы.
Административная принадлежность
1929—1957 гг. — деревня Алёшинского сельсовета Пушкинского района.
1957—1959 гг. — деревня Алёшинского сельсовета Мытищинского района.
1959—1960 гг. — деревня Первомайского сельсовета Мытищинского района.
1960—1962 гг. — деревня Первомайского сельсовета Калининградского района.
1962—1963, 1965—1994 гг. — деревня Майского сельсовета Пушкинского района.
1963—1965 гг. — деревня Майского сельсовета Мытищинского укрупнённого сельского района.
1994—2006 гг. — деревня Майского сельского округа Пушкинского района.
С 2006 года — деревня городского поселения Софрино Пушкинского муниципального района Московской области.